# Northmaven

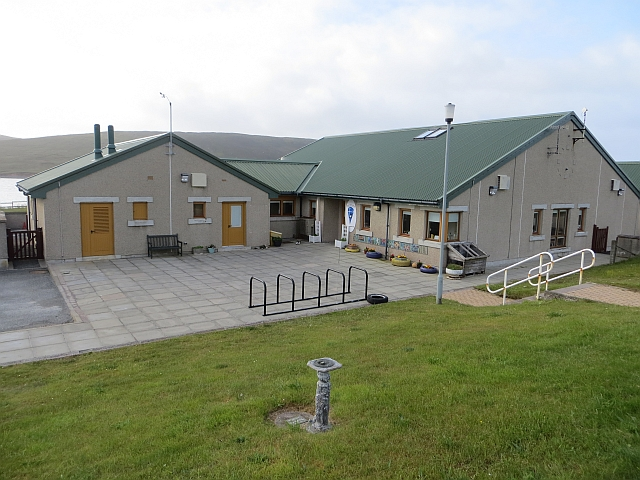
Urafirth Primary School

Northmaven ist eine Gemeinde (Community Council Area), die im Nordwesten der Hauptinsel Mainland der Region Shetlands in Schottland liegt.

## Geographie
Das Gebiet der Gemeinde umfasst die Halbinsel Northmavine. Die lokale Verwaltung ist in Ollaberry untergebracht. Die Sitzungen des Gemeinderates finden abwechselnd in der Ollaberry Primary School, der North Roe Primary School und der Urafirth Primary School, nordöstlich von Hillswick, statt.

## Historisches
Im Rahmen der historischen Gliederung Schottlands in Civil Parishes hatte Northmaven eine gleichnamige Einheit gebildet. Ende des 20. Jahrhunderts ging aus dieser die Community Council Area hervor.